# Masaaki Takada
Masaaki Takada (高田 昌明 Takada Masaaki?,  nacido el 26 de julio de 1973 en Chiba) es un exfutbolista japonés. Jugaba de defensa y su último club fue el Shizuoka FC de Japón.

## Trayectoria

### Clubes
| Club             | País  | Año         |
| ---------------- | ----- | ----------- |
| Yokohama Flügels | Japón | 1992 - 1996 |
| Vissel Kobe      | Japón | 1997        |
| Tokyo Fulie      | Japón | 1998        |
| Yokohama FC      | Japón | 1999 - 2001 |
| Sony Sendai      | Japón | 2002 - 2005 |
| Shizuoka FC      | Japón | 2006        |

## Palmarés

### Títulos nacionales
| Título             | Club             | País  | Año  |
| ------------------ | ---------------- | ----- | ---- |
| Copa del Emperador | Yokohama Flügels | Japón | 1993 |